# Histiée
Pour les articles homonymes, voir Histiée (homonymie).
Histiée (VIe siècle) est le tyran de la ville de Milet sous la suzeraineté de l'empire du roi perse Darius Ier.
Il participe à l'expédition de ce dernier contre les Scythes et reçoit en récompense des riches domaines situés en Thrace. Il est retenu auprès de Darius, à Suse. Ne se plaisant pas à Suse, il organise la révolte de l'Ionie vers 499 av. J-C. sous la direction d'Aristagoras. Pour lui donner les ordres de la révolte, Histiée utilise la stéganographie : il sélectionne son plus fidèle esclave, lui fait raser la tête et tatouer un ordre de révolte sur le crâne; Dès que les cheveux eurent repoussé, il l'envoie à Aristagoras qui lui rase de nouveau la tête afin de lire le message (Hérodote, Histoires, V, 35). Plus tard il se livre à la piraterie contre les navires perses ou phéniciens dans le Bosphore. Il lance un raid en Asie Mineure qui échoue et où il est fait prisonnier. Il est alors crucifié en 494 av. J.-C.